# Kanton Argentan-1
 Argentan-1  is een kanton van het Franse departement Orne. Het kanton maakt deel uit van het arrondissement Argentan.

In 2018 telde het 13.521 inwoners.

Het kanton werd gevormd ingevolge het decreet van 25 februari 2014 met uitwerking op 22 maart 2015, met Argentan als hoofdplaats.

## Gemeenten
Het kanton omvatte bij zijn oprichting een deel van Argentan en 15 gemeenten.
Op 1 januari 2018 werd de gemeente Fontenai-sur-Orne samengevoegd met de fusiegemeente (commune nouvelle) Écouché-les-Vallées in het kanton Magny-le-Désert.
Sindsdien omvat het kanton:
- Argentan (westelijk deel)
- Aunou-le-Faucon
- Boischampré
- Brieux
- Commeaux
- Juvigny-sur-Orne
- Montabard
- Moulins-sur-Orne
- Nécy
- Occagnes
- Ri
- Rônai
- Sai
- Sarceaux
- Sévigny